# Poggio Berni
Poggio Berni is een gemeente in de Italiaanse provincie Rimini (regio Emilia-Romagna) en telt 3078 inwoners (31-12-2004). De oppervlakte bedraagt 11,8 km², de bevolkingsdichtheid is 264 inwoners per km².

## Demografie
Poggio Berni telt ongeveer 1108 huishoudens. Het aantal inwoners steeg in de periode 1991-2001 met 15,4% volgens cijfers uit de tienjaarlijkse volkstellingen van ISTAT.
| Jaar | Inwoneraantal |
| ---- | ------------- |
| 1991 | 2520          |
| 2001 | 2907          |

## Geografie
Poggio Berni grenst aan de volgende gemeenten: Borghi (FC), Santarcangelo di Romagna, Torriana, Verucchio.
Bellaria-Igea Marina · Cattolica · Coriano · Gemmano · Misano Adriatico · Mondaino · Monte Colombo · Montefiore Conca · Montegridolfo · Montescudo · Morciano di Romagna · Poggio Berni · Riccione · Rimini · Saludecio · San Clemente · San Giovanni in Marignano · Santarcangelo di Romagna · Torriana · Verucchio
- Gemeinsame Normdatei: 4313312-5
- Library of Congress Control Number: n93114557
- Nationale Bibliotheek van Israël: 987007530893305171
- Virtual International Authority File: 153757198
- WorldCat: E39PBJjRW9wdwbRW9MBBBBh4MP